# 杜幼文
杜幼文（？—477年7月18日），京兆杜陵人。南朝宋將領，青冀二州刺史杜驥第五子。在宋至散騎常侍，為宋後廢帝所忌而被殺。

## 生平
杜幼文為人輕薄無行，元嘉二十七年北伐期間任武陵王劉駿的武陵國左常侍，並奉命在劉泰之統帥下襲擊入侵汝陽的北魏軍，然終被魏軍擊敗，回後被收付尚方。宋明帝即位後不得四方支持，杜幼文時以步兵校尉先助明帝擊潰三吳地區反抗力量，後又參與抵禦自尋陽東下的劉胡大軍。在相持不下之際，明帝為安撫眾心而派了吏部尚書褚淵到前線選任人才，不少將領都藉此索取官職，幼文就求黃門郎，但卻為明帝拒絕，認為他們這樣是藉國難違反朝廷典章，並無臣節。不過幼文終亦助明帝消滅對抗他的尋陽政權，並因此功勳獲進驍騎將軍，封邵陽縣男，食邑三百戶。不過幼文不久就因巧言奸佞而被奪去爵位。泰始五年（469年），杜幼文任征北諮議參軍，而征北將軍、廬江王刘祎聽信柳欣慰的謀反計劃，柳欣慰更尋求幼文、左將參軍宋祖珍及前鄀令王陵伯的支持，劉祎亦送了一個金盒賄賂幼文，但幼文還是將事件報告給明帝。最終柳欣慰等人被殺，劉祎亦被逼自殺，而幼文則拜黃門侍郎。後幼文轉為輔國將軍、梁南秦二州刺史。
宋後廢帝繼位後，朝政仍然由阮佃夫等明帝倖臣掌握，而杜幼文則與阮佃夫親好，入為散騎常侍，並聚斂了大量財富，每天都在府中演奏音樂，並有女伎數十人。元徽五年（477年），阮佃夫因圖謀廢立而被誅殺，廢帝遂很忌憚幼文，不過幼文仍舊和沈勃及孫超之一起，一晚後廢帝夜出時聽到幼文府內演奏的音樂，愈想愈不忿，最終在六月甲戌日（7月18日）親自領宿衞兵誅殺幼文等，連帶兄長長水校尉杜叔文以及一眾子姪都被殺。